# Pokrowszczyna
Pokrowszczyna (ukr. Покровщина) – wieś na Ukrainie, w obwodzie połtawskim, w rejonie łubieńskim. W 2001 liczyła 232 mieszkańców, wśród których 221 jako ojczysty język wskazało ukraiński, a 11 rosyjski.